# Óscar Sonejee
Óscar Sonejee Masand (ur. 26 marca 1976), andorski piłkarz, grający na pozycji pomocnika. Na co dzień występuje w klubie FC Lusitanos. Od czerwca 1997 rozegrał 93 mecze w drużynie narodowej Andory i tym samym został rekordzistą pod względem liczby występów w reprezentacji.